# Valerio Albisetti
Valerio Albisetti – psychoterapeuta psychoanalityczny i autor książek poradnikowych poświęconych psychologii. Twórca psychoterapii personalistycznej.
Z pochodzenia Szwajcar.

## Publikacje
- Ból miłości: Jak radzić sobie z problemami życia uczuciowego
- Być przyjacielem czy mieć przyjaciela?: Sposób na poznanie siebie samego i innych
- Czuć się dobrze razem: Jak kierować dynamiką małżeństwa
- Czy można przezwyciężyć strach?
- Dobrodziejstwo samotności: Tysiąc powodów, aby dobrze się poczuć ze sobą samym
- Jak przejść przez cierpienie i wyjść z niego zwycięsko
- Jak przezwyciężyć nieśmiałość?
- Mieć zdrową osobowość
- O miłości: Jak przeżyć razem całe życie
- Podróż życia: jak rozpoznać i docenić pozytywne strony życia
- Pokochać życie i jego niespodzianki
- Potrzeba czułości
- Pracować z sercem: O pracy jako części dobrego życia
- Pułapka anoreksji: Dlaczego się choruje, jak wyzdrowieć
- Rodzice i dzieci
- Stań się tym kim jesteś: Droga chrześcijańskiej psychoduchowości
- Śmiać się całym sercem
- Szczęśliwi mimo wszystko
- Terapia miłości małżeńskiej. Jak radzić sobie z problemami życia razem
- Wystarczy tylko chcieć